# Rhigioglossa
Rhigioglossa (лат.) — род слепней из подсемейства Chrysopsinae.

## Внешнее строение
Глаза голые или покрыты волосками и без рисунка. Лоб в нижней части расширенный или одинаковой ширины на всём протяжении. Нижняя лобная мозоль, обычно, покрыта пыльцой, если она блестящая и несколько вздутая. Усики состоят из не более пяти жгутовидными члениками. Скапус немного длиннее педицелла. Ротовые органы хорошо развиты. Голени задних ног с двумя хорошо развитыми отростками. Все задние ячейки крыла открытые. Субкостальная жилка голая. Крылья без выраженных цветных полос, хотя могут быть пятна на поперечных жилках и в местах пересечения жилок.

## Биология
Имаго нескольких видов (Rhigioglossa capensis, Rhigioglossa edentula, Rhigioglossa fallax) известны как активные кровососы. Для обоих полов отмечено питание на цветках растений. Особенности биологии личинок остаются неизвестными.

## Классификация
В состав рода включают 47 видов и разделяют род на шесть подродов.

## Распространение
Большинство представителей рода встречаются в Африке. Центром видового богатства является Южная Африка. Только три вида обитают в Австралии (Rhigioglossa cydister, Rhigioglossa tepperi, Rhigioglossa latifrons).